# Нітрозування
Нітрозування (англ. nitrosation) — заміна активного атома H в СН, ОН, NH групах органічних сполук на нітрозогрупу дією нітриту натрію в кислих середовищах або під дією естерів нітритної кислоти. При нітрозуванні метиленових (СН2) груп нітрозосполуки легко таутомеризуються в гідроксиламіни (оксими).
XYCH2→XYCH–NO →XYC=NOH,
де X, Y — групи або ланки в молекулі, принаймні одна з яких електроноакцепторна.
Ph–NHONH4+ NaNO2 + HCl →Ph–N(NO)ONH4